# Stefan Kolbe (Dokumentarfilmer)

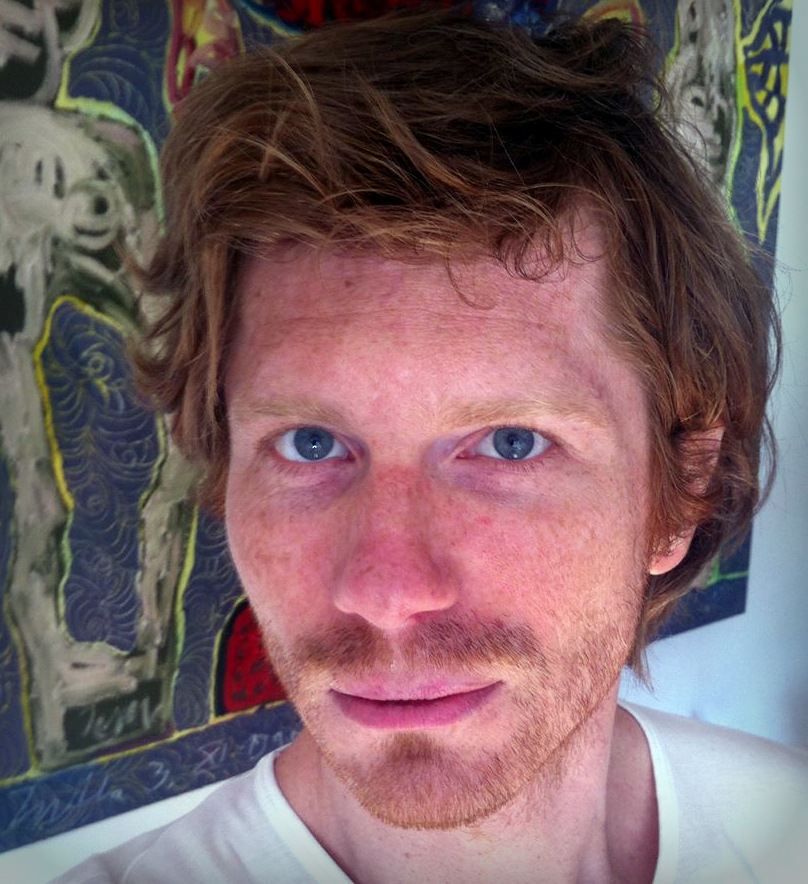
Stefan Kolbe (2014)

Stefan Kolbe (* 19. April 1972 in Halle (Saale)) ist ein deutscher Dokumentarfilmer.

## Leben
Nach dem Abitur 1990 absolvierte Kolbe ein Zeitungsvolontariat, dann den Zivildienst. 1995 begann er ein Filmstudium an der Hochschule für Film und Fernsehen Potsdam-Babelsberg, das er 2003 abschloss. Seitdem arbeitet Kolbe freiberuflich als Autor, Regisseur, Produzent und Kameramann.

## Filmografie
Gemeinsam mit dem Engländer Chris Wright entstanden die Filme:
- Gurke & Brot, HFF 1997 (gedreht in Stuttgart gemeinsam mit Robert Jäger)
- Nernich – Nirgends Nichts, Kolbe 1999 (gedreht auf der Kurischen Nehrung in Litauen)
- Technik des Glücks, Kolbe | HFF 2003 (gedreht in Zschornewitz, Kolbes Diplomfilm, Mentor Thomas Heise)
- Das Block, Ma.ja.de. Filmproduktion | Kolbe | Arte France | 3sat 2007 (gedreht in Gräfenhainichen)
- Auf dem Wachstumspfad, Ma.ja.de. Filmproduktion | Kolbe | 3sat 2010 (gedreht in Molbergen)
- Kleinstheim, Kolbe | Blinker Film | 2010 (gedreht in Krottorf)
- Kleinstheim (Originalton-Hörstück), KolbeWright | Deutschlandradio Kultur | 2011
- Pfarrer, Ma.ja.de. Filmproduktion | Arte/MDR | KolbeWright 2014 (gedreht in Wittenberg)
- Pfarrer (Originalton-Hörstück), KolbeWright | Deutschlandradio Kultur | 2014
- Mutterglück, Ma.ja.de. Filmproduktion | KolbeWright | 3sat 2016 (gedreht in Oschersleben)
- Zwei Waisenkinder und ihr erstes Kind (Originalton-Hörstück), KolbeWright | mdr Kultur | rbb Kulturradio | 2017
- Anmaßung, Ma.ja.de. Filmproduktion | KolbeWright | 3sat  2021

## Festivalteilnahmen
- Berlinale, DOK Leipzig, CPH:DOX* (Kopenhagen), Thessaloniki Filmfestival, Visions du Réel (Nyon), Duisburger Filmwoche, Hot Docs (Toronto), Crossing Europe (Linz), Göteborg Film Festival, Shadow Filmfestival (Amsterdam), Dokumentarfilmwoche (Hamburg), Kasseler Dokfest u. a.

## Auszeichnungen
- 1998: Förderpreis des Hessischen Staatsministers für Wissenschaft und Kultur
- 2003: Sehsüchte, Potsdam, Deutschland, Lobende Erwähnung der Dokumentarfilmjury
- 2003: DOK Leipzig, Deutschland, Internationaler Wettbewerb, Lobende Erwähnung der Fédération Internationale de la Presse Cinématographique
- 2004: Visions du Réel, Nyon, Schweiz, Prix Kodak Suisse
- 2004: Shadow Festival, Amsterdam, Niederlande, Kodak Shadow Award
- 2010: DOK Leipzig, Deutschland, Deutscher Wettbewerb, Lobende Erwähnung
- 2010 Oldenburger Kurzfilmtage, "Oldenburger Kurzfilmpreis"